# زاره ساهاکیانتس
زاره ساهاکیانتس (ارمنی: Զարեհ Հայկի Սահակյանց؛ زاده ۱۱ نوامبر ۱۹۳۳ - درگذشته ۶ ژانویهٔ ۱۹۸۶) رهبر ارکستر، آموزش موسیقی، نوازنده اهل ارمنستان بود. وی بین سال‌های - تا - میلادی فعالیت می‌کرد.

## زندگی‌نامه
وی در ۱۱ نوامبر ۱۹۳۳ در روستوف-نا-دونو در به دنیا آمد و از مدرسه موسیقی چایکوفسکی ایروان (۱۹۵۲)، کنسرواتوار دولتی کومیتاس ایروان (۱۹۵۴) و کنسرواتوار دولتی چایکوفسکی مسکو (۱۹۵۸) فارغ‌التحصیل گشت. وی در ارکستر فیلارمونیک ارمنستان، ارکستر ملی مجلسی ارمنستان، کنسرواتوار دولتی کومیتاس ایروان، کنسرواتوار قاهره و ارکستر مجلسی مسکو فعالیت می‌کرد. وی همچنین برنده جوایزی همچون چهره هنری شایسته ارمنستان شوروی (۱۹۷۳) شد. وی در ۶ ژانویهٔ ۱۹۸۶ در سن ۵۲ سالگی در ایروان درگذشت و در آرامستان مرکزی ایروان (توخماخ) به خاک سپرده شد.

## یادداشت
1. ↑  Աիդա Ավետիսովա
2. ↑  Հայաստանի ազգային կամերային նվագախումբ
3. ↑  Կահիրեի կոնսերվատորիա
4. ↑  Մոսկվայի կամերային նվագախումբ

## نگارخانه

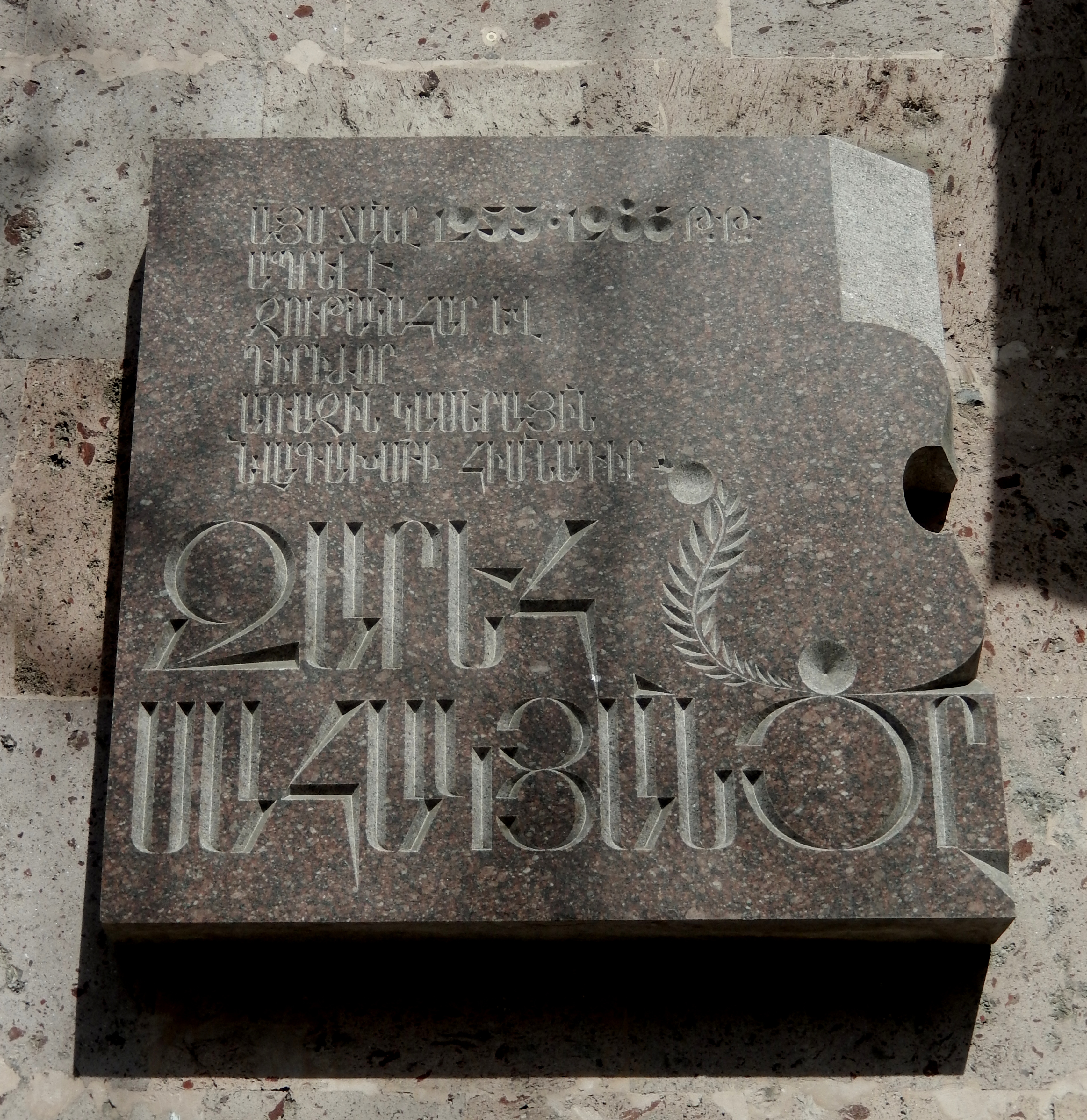
پلاک یادبود